# Strażnica KOP „Jelinki”
Strażnica KOP „Jelinki” – zasadnicza jednostka organizacyjna Korpusu Ochrony Pogranicza pełniąca służbę ochronną na granicy polsko-litewskiej.

## Formowanie i zmiany organizacyjne
W lutym 1926 w składzie 6 Brygady Ochrony Pogranicza, został sformowany 24 batalion graniczny. W 1928 w skład batalionu wchodziło 12 strażnic. Strażnica KOP „Jelinki” w latach 1928–1939 znajdowała się w strukturze 3 kompanii KOP „Kalety”. Strażnica liczyła około 18 żołnierzy i rozmieszczona była przy linii granicznej z zadaniem bezpośredniej ochrony granicy państwowej.
W 1932 obsada strażnicy zakwaterowana była w budynku prywatnym. Strażnicę z macierzystą kompanią łączyła droga leśna z traktem długości 6 km.

## Służba graniczna
Podstawową jednostką taktyczną Korpusu Ochrony Pogranicza przeznaczoną do pełnienia służby ochronnej był batalion graniczny. Odcinek batalionu dzielił się na pododcinki kompanii, a te z kolei na pododcinki strażnic, które były „zasadniczymi jednostkami pełniącymi służbę ochronną”, w sile półplutonu. Służba ochronna pełniona była systemem zmiennym, polegającym na stałym patrolowaniu strefy nadgranicznej, wystawianiu posterunków alarmowych, obserwacyjnych i kontrolnych stałych, patrolowaniu i organizowaniu zasadzek w miejscach rozpoznanych jako niebezpieczne, kontrolowaniu dokumentów i zatrzymywaniu osób podejrzanych, a także utrzymywaniu ścisłej łączności między oddziałami i władzami administracyjnymi. Strażnice KOP stanowiły pierwszy rzut ugrupowania kordonowego Korpusu Ochrony Pogranicza.
Strażnica KOP „Jelinki” w 1932 i 1938 ochraniała pododcinek granicy państwowej szerokości 13 kilometrów od słupa granicznego nr 214 do 239.
Sąsiednie strażnice:
- strażnica KOP „Stanowisko” ⇔ strażnica KOP „Kodź” – 1928[2]
- strażnica KOP „Stanowisko” ⇔ strażnica KOP „Cotta” – 1929[3]
- strażnica KOP „Stanowisko” ⇔ strażnica KOP „Studzianka” – 1932[4], 1934[5], 1938[6]